# Nastasen
Nastasen war ein nubischer König.
Er ist von einer Stele, die sich in Neu Dongola fand und seiner Pyramide Nu 15 in Nuri bekannt. In der Pyramide fanden sich Uschebtis mit seinem Namen und ein mit seinem Namen beschrifteter silberner Spiegel, so dass die Zuordnung der Pyramide an Nastasen zweifelsfrei erscheint. Auf der Stele, die in sein 8. Regierungsjahr datiert, sind die Ereignisse seiner Regierungszeit in Annalenform festgehalten. Das Dokument gehört zu den wichtigsten nubischen Inschriften überhaupt.
Der Vater von Nastasen ist unbekannt, doch war er wohl König, da die Mutter von Nastasen: Pelcha, Königin war. Die Gemahlin von Nastasen war eine gewisse Sechmach. Sie war wohl auch seine Schwester. Von der Letzteren ist die Stele bekannt, die ihre bisher nicht zu identifizierende Pyramide geschmückt haben wird.
Die 1,63 m hohe Stele des Herrschers, die sich heute in Berlin befindet, beginnt mit der Datierung und der Königstitulatur. Es wird danach berichtet, wie der König von Meroe nach Napata fuhr um gekrönt zu werden, wobei der Herrscher durch ein göttliches Orakel auserwählt wurde. Danach besucht er andere wichtige Tempel (Kawa), wo durch dortige Götter in Orakeln seine Herrschaft bestätigt wurde. Historisch interessant ist der Bericht eines Feldzuges nach Unternubien, wo er gegen einen gewissen Kambasawden kämpfte. Es hat mehrmals den Versuch gegeben, diese Person mit dem ägyptischen Gegenkönig Chababasch zu identifizieren, doch bleibt dies unbewiesen. Am Ende des Textes werden Kriege gegen die Meded-Nomaden und andere, wohl eher kleine Völkerschaften erwähnt.
Von Nastasen stammt auch eine kurze Inschrift (nur seine Namen), die er direkt am Berg Barkal hat anbringen lassen.
Nastasen datiert wohl in die zweite Hälfte des 4. vorchristlichen Jahrhunderts.

## Titel
- Horusname: Kanacht Merpesdjet Chaemnepy
- Nebti-Name: Nebti